# The Sergeant
The Sergeant (O Sargento (título em Portugal) ou Na Solidão do Desejo (título no Brasil)) é um filme estado-unidense do género drama, realizado por John Flynn, com base no romance homónimo de Dennis Murphy e protagonizado por Rod Steiger e John Phillip Law. Estreou-se nos Estados Unidos a 25 de dezembro de 1968.

## Elenco
- Rod Steiger como sargento-chefe Albert Callan
- John Phillip Law como soldado raso Tom Swanson
- Ludmila Mikaël como Solange
- Frank Latimore como capitão Loring
- Elliott Sullivan como Pop Henneken

## Produção
Em 1966, Robert Wise fundou uma empresa para produzir filmes de baixo orçamento para que outras pessoas realizassem. Robert Wise escolheu adaptar e produzir o romance The Sergeant de Dennis Murphy e contratou o seu antigo assistente, John Flynn, para realizar o filme. John Flynn disse que Simon Oakland queria ser o protagonista, mas optou por escolher Rod Steiger.